# Seenadelartige
Die Ordnung der Seenadelartigen (Syngnathiformes) vereint Fische, die sich in ihrem Körperbau stark von anderen Fischgruppen unterscheiden. Sie leben weltweit, vor allem küstennah in der Nähe des  Meeresbodens, in Fels- und Korallenriffen und Algen- und Seegraswiesen. Es gibt jedoch auch pelagische Arten und unter den Seenadeln auch Süßwasserfische. Zu den Seenadelartigen gehören als bekannteste Tiere die Seepferdchen.

## Merkmale
Seenadelartige haben meistens einen schlanken Körper, oft mit Knochenplatten in der Haut. Vielen Arten fehlen die Bauchflossen oder die Rippen. Die drei bis sechs vorn liegenden Wirbel sind bei vielen Arten verlängert. Die meisten Arten, bis auf die Meerbarben, die Flughähne und die Gattung der Stumpfkopf-Seenadeln (Bulbonaricus), haben eine zugespitzte Schnauze, die Mehrzahl sogar eine röhrenförmige Pipettenschnauze, um die Nahrung einzusaugen, sind zahnlos oder haben nur sehr kleine Zähne. Einziger Knochen rund um die Augenhöhle ist in den meisten Fällen das Tränenbein (Os lacrimale), die übrigen Knochen der Orbita fehlen normalerweise.

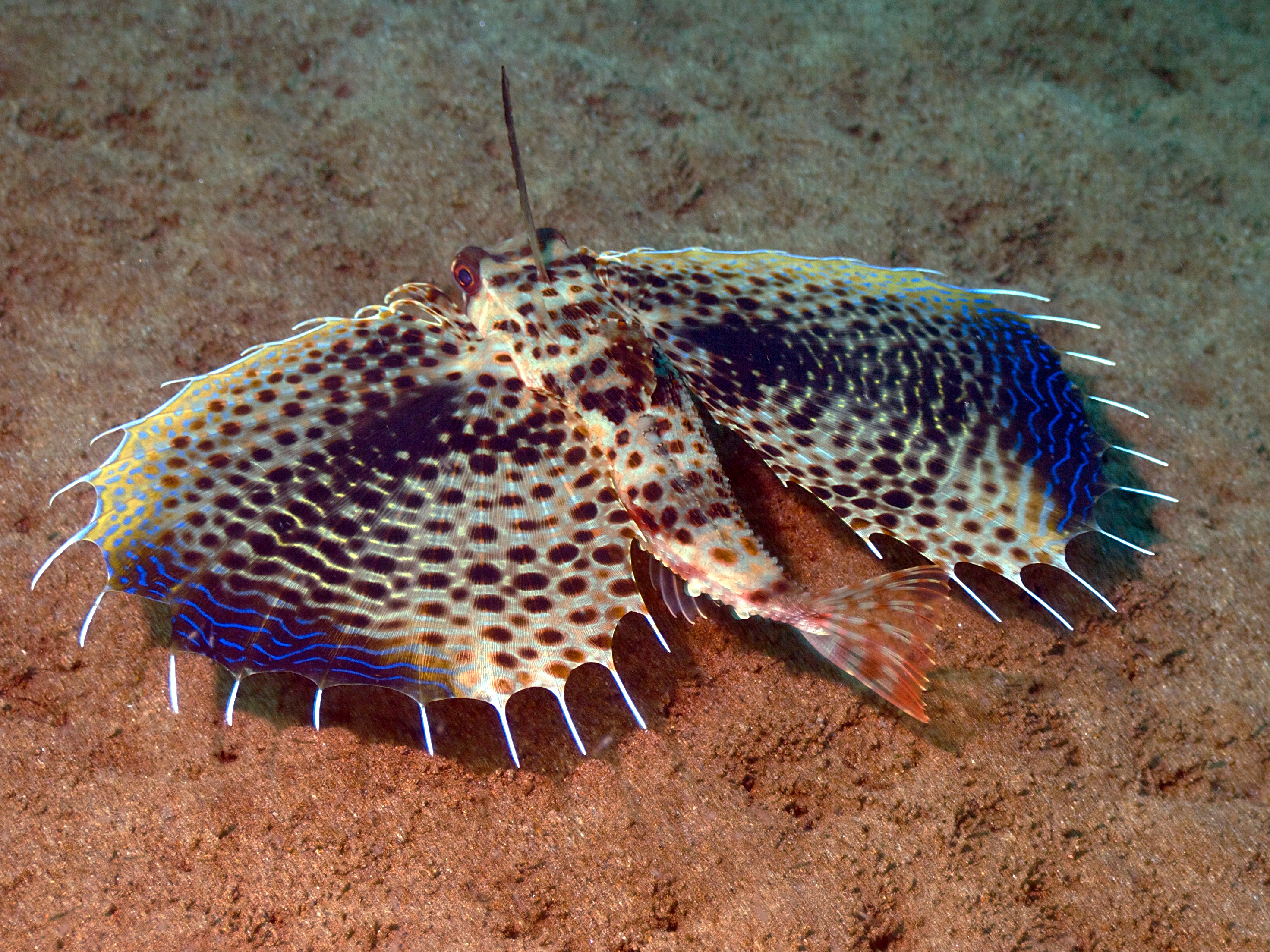
Helm-Flughahn (Dactyloptena orientalis)

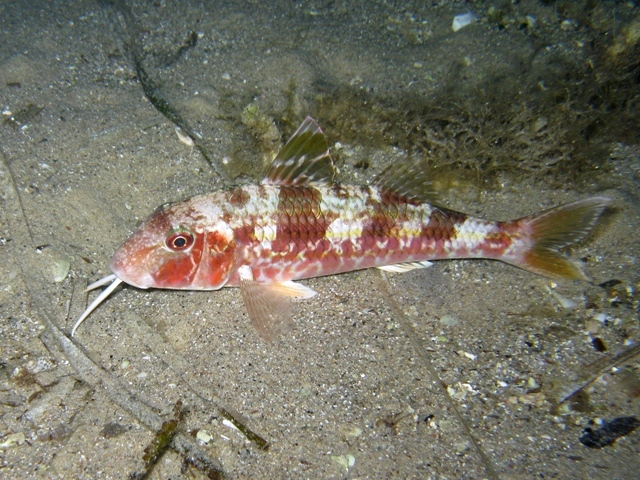
Streifenbarbe (Mullus surmuletus)

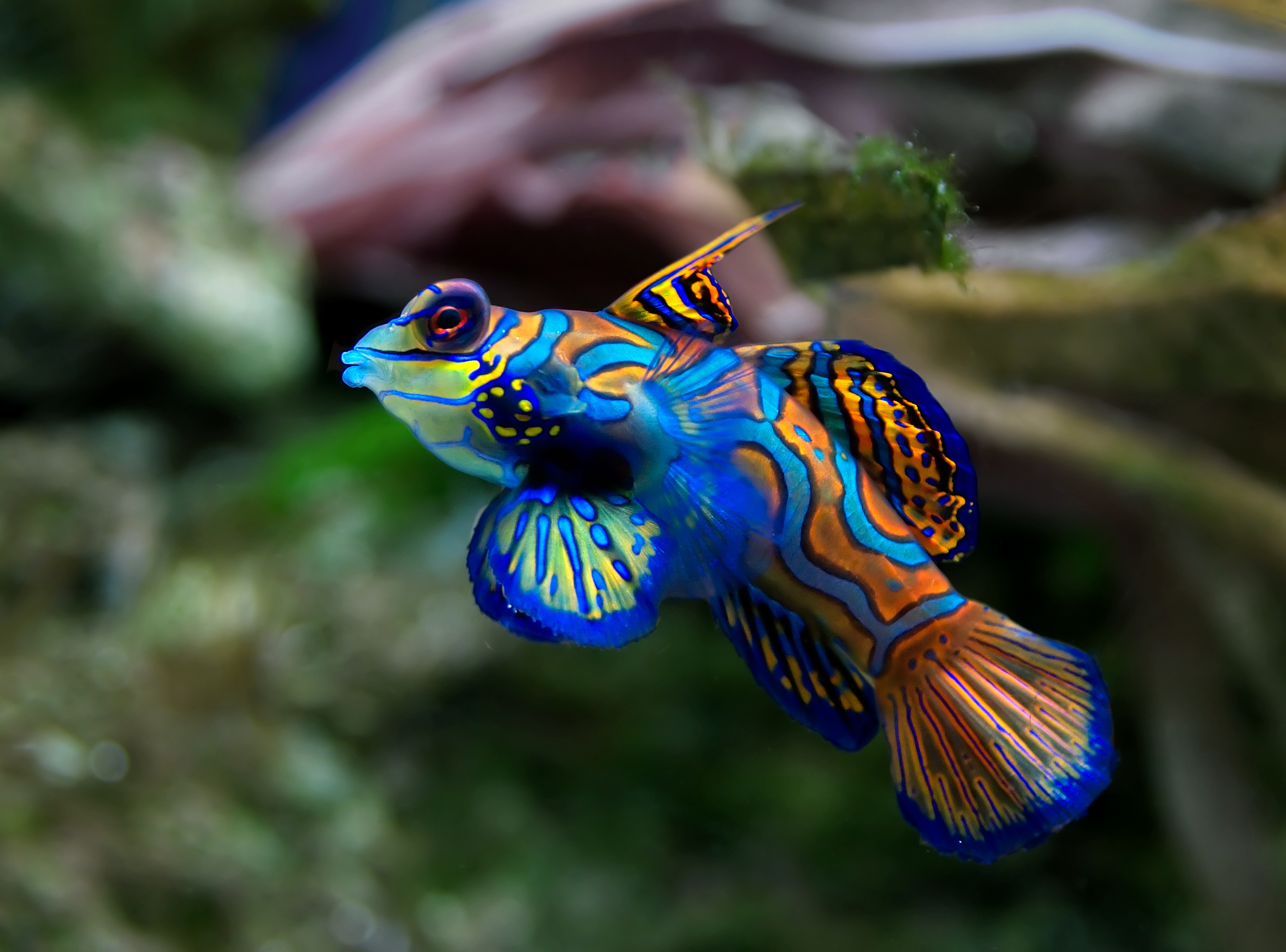
Mandarinfisch (Synchiropus splendidus)

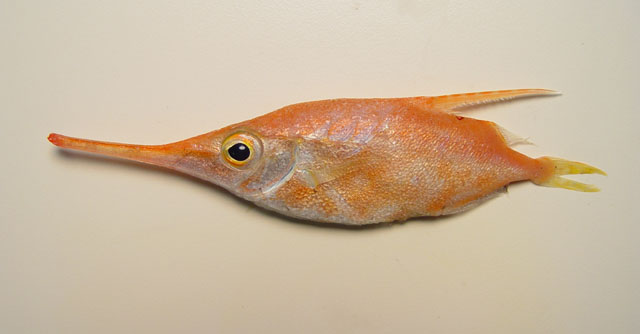
Schlanker Schnepfenfisch (Macroramphosus gracilis)

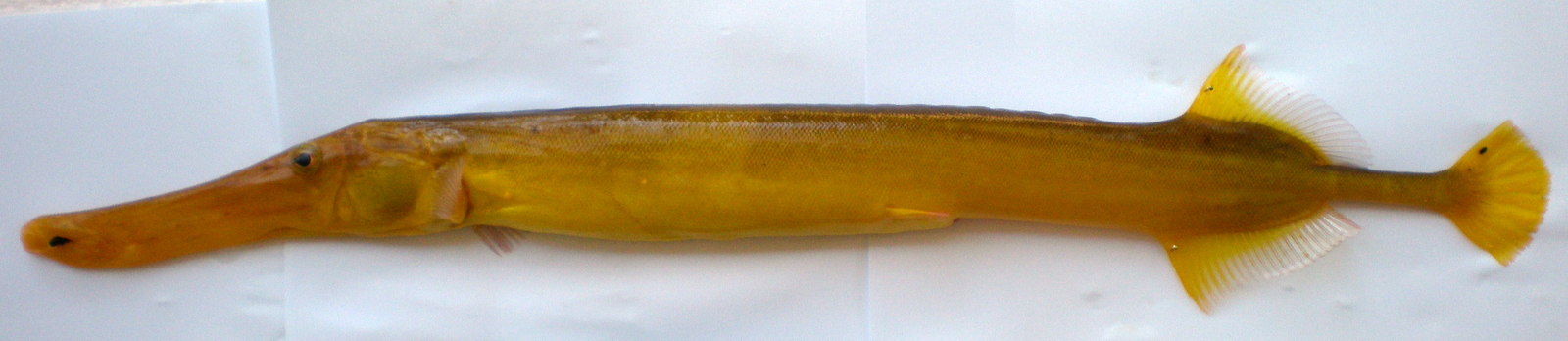
Pazifischer Trompetenfisch (Aulostomus chinensis)

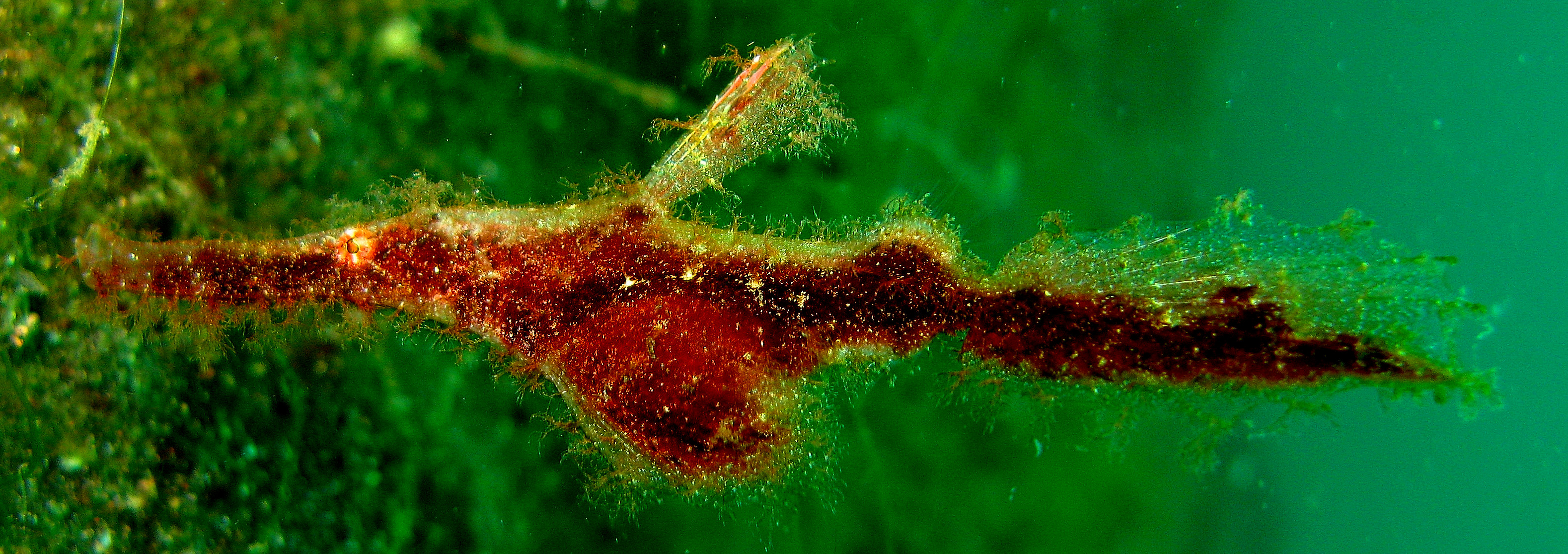
Robuster Geisterpfeifenfisch (Solenostomus cyanopterus)

## Innere Systematik
Nelson teilt die Ordnung in sieben rezente Familien mit über 60 Gattungen und über 260 Arten. In der neuesten Revision der Knochenfischsystematik stellen Ricardo Betancur-R. und Kollegen auch die Flughähne (Dactylopteridae) und die Leierfischartigen (Callionymoidei) mit den Familien Leierfische (Callionymidae) und Drachenleierfische (Draconettidae), sowie die Meerbarben (Mullidae) in die Ordnung der Seenadelartigen. Diese Zuordnungen gründen sich auf DNA-Vergleichen und werden noch nicht bzw. kaum durch morphologische Gemeinsamkeiten gestützt.
Thomas J. Near und Kollegen bestätigen die Stellung der Dactylopteridae und Callionymoidei innerhalb der Syngnathiformes, ordnen Syngnathiformes und Mullidae in derselben Klade zu, aber als Schwestergruppen. Für Song und Mitarbeiter sind die Meerbarben Teil der Syngnathiformes.
Somit können die folgenden Taxa den Seenadelartigen zugeordnet werden:
- Ordnung Seenadelartige (Syngnathiformes)
  - Unterordnung Dactylopteroidei
    - Familie Flughähne (Dactylopteridae)
    - Familie Flügelrossfische (Pegasidae)

  - Unterordnung Mulloidei
    - Familie Meerbarben (Mullidae)

  - Unterordnung Callionymoidei
    - Familie Leierfische (Callionymidae)
    - Familie Drachenleierfische (Draconettidae)

  - Unterordnung Syngnathoidei
    - Familie Schnepfenfische (Centriscidae)
      - Unterfamilie Blasebalgfische (Macroramphosinae)
      - Unterfamilie Schnepfenmesserfische (Centriscinae)

    - Familie Trompetenfische (Aulostomidae)
    - Familie Flötenfische (Fistulariidae)
    - Familie Geisterpfeifenfische (Solenostomidae)
    - Familie Seenadeln (Syngnathidae)

In dieser Zusammensetzung gehören zur Ordnung der Seenadelartigen insgesamt etwa 670 Arten.
Die Verwandtschaftsverhältnisse innerhalb der Syngnathiformes nach Longo et al. 2017 und Carnevale et al. 2021 zeigt folgendes Kladogramm:
|  | Flughähne (Dactylopteridae)  |
|  |                              |
|  | Flügelrossfische (Pegasidae) |
|  |                              |

| Mulloidei      | Meerbarben (Mullidae)                                                                              |
|                | Meerbarben (Mullidae)                                                                              |
| Callionymoidei | \| \| Leierfische (Callionymidae) \| \| \| \| \| \| Drachenleierfische (Draconettidae) \| \| \| \| |
|                | \| \| Leierfische (Callionymidae) \| \| \| \| \| \| Drachenleierfische (Draconettidae) \| \| \| \| |
|                | Leierfische (Callionymidae)                                                                        |
|                | |
|                | Drachenleierfische (Draconettidae)                                                                 |
|                | |

|  | Leierfische (Callionymidae)        |
|  |                                    |
|  | Drachenleierfische (Draconettidae) |
|  |                                    |

|  | Flughähne (Dactylopteridae)  |
|  |                              |
|  | Flügelrossfische (Pegasidae) |
|  |                              |

| Mulloidei      | Meerbarben (Mullidae)                                                                              |
|                | Meerbarben (Mullidae)                                                                              |
| Callionymoidei | \| \| Leierfische (Callionymidae) \| \| \| \| \| \| Drachenleierfische (Draconettidae) \| \| \| \| |
|                | \| \| Leierfische (Callionymidae) \| \| \| \| \| \| Drachenleierfische (Draconettidae) \| \| \| \| |
|                | Leierfische (Callionymidae)                                                                        |
|                | |
|                | Drachenleierfische (Draconettidae)                                                                 |
|                | |

|  | Leierfische (Callionymidae)        |
|  |                                    |
|  | Drachenleierfische (Draconettidae) |
|  |                                    |

|  | Schnepfenfische (Centriscidae)                                                                  |
|  |                                                                                                 |
|  | \| \| Trompetenfische (Aulostomidae) \| \| \| \| \| \| Flötenfische (Fistulariidae) \| \| \| \| |
|  |                                                                                                 |
|  | Trompetenfische (Aulostomidae)                                                                  |
|  |                                                                                                 |
|  | Flötenfische (Fistulariidae)                                                                    |
|  |                                                                                                 |

|  | Trompetenfische (Aulostomidae) |
|  |                                |
|  | Flötenfische (Fistulariidae)   |
|  |                                |

|  | Geisterpfeifenfische (Solenostomidae) |
|  |                                       |
|  | Seenadeln (Syngnathidae)              |
|  |                                       |

|  | Schnepfenfische (Centriscidae)                                                                  |
|  |                                                                                                 |
|  | \| \| Trompetenfische (Aulostomidae) \| \| \| \| \| \| Flötenfische (Fistulariidae) \| \| \| \| |
|  |                                                                                                 |
|  | Trompetenfische (Aulostomidae)                                                                  |
|  |                                                                                                 |
|  | Flötenfische (Fistulariidae)                                                                    |
|  |                                                                                                 |

|  | Trompetenfische (Aulostomidae) |
|  |                                |
|  | Flötenfische (Fistulariidae)   |
|  |                                |

|  | Geisterpfeifenfische (Solenostomidae) |
|  |                                       |
|  | Seenadeln (Syngnathidae)              |
|  |                                       |

|  | Flughähne (Dactylopteridae)  |
|  |                              |
|  | Flügelrossfische (Pegasidae) |
|  |                              |

| Mulloidei      | Meerbarben (Mullidae)                                                                              |
|                | Meerbarben (Mullidae)                                                                              |
| Callionymoidei | \| \| Leierfische (Callionymidae) \| \| \| \| \| \| Drachenleierfische (Draconettidae) \| \| \| \| |
|                | \| \| Leierfische (Callionymidae) \| \| \| \| \| \| Drachenleierfische (Draconettidae) \| \| \| \| |
|                | Leierfische (Callionymidae)                                                                        |
|                | |
|                | Drachenleierfische (Draconettidae)                                                                 |
|                | |

|  | Leierfische (Callionymidae)        |
|  |                                    |
|  | Drachenleierfische (Draconettidae) |
|  |                                    |

|  | Flughähne (Dactylopteridae)  |
|  |                              |
|  | Flügelrossfische (Pegasidae) |
|  |                              |

| Mulloidei      | Meerbarben (Mullidae)                                                                              |
|                | Meerbarben (Mullidae)                                                                              |
| Callionymoidei | \| \| Leierfische (Callionymidae) \| \| \| \| \| \| Drachenleierfische (Draconettidae) \| \| \| \| |
|                | \| \| Leierfische (Callionymidae) \| \| \| \| \| \| Drachenleierfische (Draconettidae) \| \| \| \| |
|                | Leierfische (Callionymidae)                                                                        |
|                | |
|                | Drachenleierfische (Draconettidae)                                                                 |
|                | |

|  | Leierfische (Callionymidae)        |
|  |                                    |
|  | Drachenleierfische (Draconettidae) |
|  |                                    |

|  | Schnepfenfische (Centriscidae)                                                                  |
|  |                                                                                                 |
|  | \| \| Trompetenfische (Aulostomidae) \| \| \| \| \| \| Flötenfische (Fistulariidae) \| \| \| \| |
|  |                                                                                                 |
|  | Trompetenfische (Aulostomidae)                                                                  |
|  |                                                                                                 |
|  | Flötenfische (Fistulariidae)                                                                    |
|  |                                                                                                 |

|  | Trompetenfische (Aulostomidae) |
|  |                                |
|  | Flötenfische (Fistulariidae)   |
|  |                                |

|  | Geisterpfeifenfische (Solenostomidae) |
|  |                                       |
|  | Seenadeln (Syngnathidae)              |
|  |                                       |

|  | Schnepfenfische (Centriscidae)                                                                  |
|  |                                                                                                 |
|  | \| \| Trompetenfische (Aulostomidae) \| \| \| \| \| \| Flötenfische (Fistulariidae) \| \| \| \| |
|  |                                                                                                 |
|  | Trompetenfische (Aulostomidae)                                                                  |
|  |                                                                                                 |
|  | Flötenfische (Fistulariidae)                                                                    |
|  |                                                                                                 |

|  | Trompetenfische (Aulostomidae) |
|  |                                |
|  | Flötenfische (Fistulariidae)   |
|  |                                |

|  | Geisterpfeifenfische (Solenostomidae) |
|  |                                       |
|  | Seenadeln (Syngnathidae)              |
|  |                                       |